# Héctor Ortiz Montañez
Héctor Ortiz Montañez (Río Piedras, Puerto Rico; 14 de octubre de 1969 – Phoenix, Arizona; 28 de febrero de 2024) fue un beisbolista y entrenador de béisbol puertorriqueño que jugó cuatro temporadas con dos equipos en la MLB en la posición de cácher.

## Carrera

### Jugador
Fue seleccionado en la posición 35 del Draft de 1988 por Los Angeles Dodgers proveniente de Ranger College. Ortiz estuvo ocho temporadas en la organización de Los Angeles Dodgers, cinco en los Kansas City Royals, dos en los Chicago Cubs y una con Colorado Rockies, Tampa Bay Rays, Texas Rangers y Washington Nationals.
Ortiz jugó 86 partidos en la MLB en 1998, 2000 y 2001 para Kansas City Royals. Jugó 7 partidos para los Texas Rangers en 2002.

### Entrenador
Luego de retirarse en 2005, Ortiz regresó a los Texas Rangers como entrenador de ligas menores. En 2006, 2007 y 2008 fue coach de bateo para Spokane Indians de la Class A Short Season Northwest League. Pasó como entrenador en jefe de los Hickory Crawdads de la Class A South Atlantic League en 2009 y coach de bateo en 2010. En 2011 fue entrenador en jefe de los Arizona Rangers de la Rookie-level Arizona League. De 2011 a 2014 Ortiz fue coordinador de receptores de las ligas menores de los Rangers.
Ortiz fue coach de primera base de los Texas Rangers en 2015, 2016 y 2017. En 2018 pasó a ser el coach del bullpen. Ortiz regresaría a su rol de coach de primera base de los Texas Rangers en 2019. Ortiz pasó a ser el entrenador de receptores de los Rangers en 2020, y dejó a la organización al finalizar la temporada.

## Muerte
Ortiz murió de cáncer de páncreas en Phoenix, Arizona el 28 de febrero de 2024 a los 54 años.